# Karl Becker (konstnär)
Karl Becker, född 18 december 1820, död 20 december 1900, var en tysk konstnär.
Becker deltog från 1841 under Peter von Cornelius i utsmyckningen av Altes Museum i Berlin och utförde senare väggmålningar i Neues Museum i samma stad. Han är främst känd för sina genremålningar med motiv från det gamla Venedig.